# Dunières
Dunières – miejscowość i gmina we Francji, w regionie Owernia-Rodan-Alpy, w departamencie Górna Loara.
Według danych na rok 1990 gminę zamieszkiwało 3009 osób, a gęstość zaludnienia wynosiła 87 osób/km² (wśród 1310 gmin Owernii Dunières plasuje się na 67. miejscu pod względem liczby ludności, natomiast pod względem powierzchni na miejscu 145.).